# Anopheles judithae
Anopheles judithae este o specie de țânțari din genul Anopheles, descrisă de Thomas J. Zavortink în anul 1969. Conform Catalogue of Life specia Anopheles judithae nu are subspecii cunoscute.